# Angilramno
Angilramno o Angelramno, o Angelramne le Sage (Ponthieu, 975 circa – Saint-Riquier, 12 dicembre 1045) è stato un abate francese.
Di origini agiate, portò avanti una vasta attività culturale presso il monastero benedettino di Saint-Riquier di cui divenne abate nel 1020-1022. Suo fratello Guido fu abate di Forest-Montiers.

## Biografia
Crebbe nel monastero, dimostrando ben presto una grande attitudine allo studio e alle lettere. Grazie al favore dell'abate Ingélard poté lasciare l'abbazia e formarsi nelle arti liberali, diventando infine discepolo di uno dei maggiori studiosi del suo tempo, Fulberto di Chartres.
Rientrò a Saint-Riquier sul principio dell'XI secolo, non tardando a diffondere attorno a sé gli insegnamenti appresi: rinnovò la dotazione della biblioteca, che ancora non si era ripresa dalla distruzione normanna del IX secolo, copiando numerosi libri; la sua presenza alla guida della scuola abbaziale attirò un gran numero di giovani, rinnovando all'abbazia l'antica fama di centro di cultura (tra i suoi discepoli Guido, poi vescovo di Amiens ed elemosiniere della regina Matilde, e Drogone, vescovo di Thérouanne).
Fece parte, attorno al 1015, della corte che accompagnò in pellegrinaggio a Roma Roberto il Pio, impressionando il sovrano con la propria sapienza; alla morte di Ingélard Angilramno fu eletto abate dai confratelli, e Roberto non solo confermò l'elezione ma volle, secondo le cronache, essere presente alla cerimonia di insediamento.
Grazie al favore reale, poté continuare l'opera del proprio predecessore, riedificando e costruendo ex novo sia nell'abbazia che nel paese e nei dintorni, perseguendo la restituzione delle proprietà e dei benefici usurpati e guadagnandone di nuovi, e dotando il monastero di libri, oggetti sacri e ornamenti liturgici.
Morì in odore di santità il 12 dicembre 1045, e venne sepolto nella chiesa abbaziale.

## Opere
Sappiamo che compose all'età di 21 anni una Vita Richarii, poema in 4 libri su san Ricario di Centule; il primo libro costituisce una versificazione della biografia del santo scritta da Alcuino di York, il secondo e il terzo riproducono sempre in versi una raccolta di miracoli del santo, composta nel IX secolo, mentre nel quarto libro compone lui stesso la storia della traslazione delle reliquie nel X secolo e dei miracoli avvenuti in quell'occasione. Sono andate perdute una vita di Sant'Austreberta e un Martyrium di San Vincenzo, oltre a una raccolta di canti.